# جون بفيس
جون بفيس (بالإنجليزية: John Bevis)‏ (مواليد 1693 أو 1695 وتوفي في 6 نوفمبر 1771) وهو طبيب وعالم فلك إنجليزي. و يعود له الفضل في اكتشاف سديم السرطان سنة 1731. ورصد سنة 1737 كسوف الزهرة بعطارد. كما راقب وتنبأ بقاعد مسير الشمس لأقمار المشتري.

## روابط خارجية
- جون بفيس على موقع الموسوعة البريطانية (الإنجليزية)